# Берклі-Спрінгс (Західна Вірджинія)
Берклі-Спрінгс (англ. Berkeley Springs) — місто (англ. town) в США, в окрузі Морган штату Західна Вірджинія. Населення — 753 особи (2020).

## Географія
Берклі-Спрінгс розташоване за координатами 39°37′29″ пн. ш. 78°13′39″ зх. д. / 39.62472° пн. ш. 78.22750° зх. д. (39.624722, -78.227534).  За даними Бюро перепису населення США в 2010 році місто мало площу 0,87 км², уся площа — суходіл.

## Демографія
Згідно з переписом 2010 року, у місті мешкали 624 особи в 314 домогосподарствах у складі 158 родин. Густота населення становила 718 осіб/км².  Було 416 помешкань (479/км²).
Расовий склад населення:
| - 96,5 % — білих - 0,5 % — корінних американців - 0,3 % — азіатів - 1,0 % — осіб інших рас |

До двох чи більше рас належало 1,8 %. Частка іспаномовних становила 2,7 % від усіх жителів.
За віковим діапазоном населення розподілялося таким чином: 21,2 % — особи молодші 18 років, 58,9 % — особи у віці 18—64 років, 19,9 % — особи у віці 65 років та старші. Медіана віку мешканця становила 42,9 року. На 100 осіб жіночої статі у місті припадало 91,4 чоловіків;  на 100 жінок у віці від 18 років та старших — 85,7 чоловіків також старших 18 років.
Середній дохід на одне домашнє господарство  становив 40 624 долари США (медіана — 36 250), а середній дохід на одну сім'ю — 56 195 доларів (медіана — 47 667). За межею бідності перебувало 23,3 % осіб, у тому числі 52,6 % дітей у віці до 18 років та 9,1 % осіб у віці 65 років та старших.
Цивільне працевлаштоване населення становило 273 особи. Основні галузі зайнятості: освіта, охорона здоров'я та соціальна допомога — 24,9 %, фінанси, страхування та нерухомість — 13,6 %, роздрібна торгівля — 9,2 %, мистецтво, розваги та відпочинок — 8,8 %.